# Administració de les Nacions Unides per a l'Auxili i la Rehabilitació

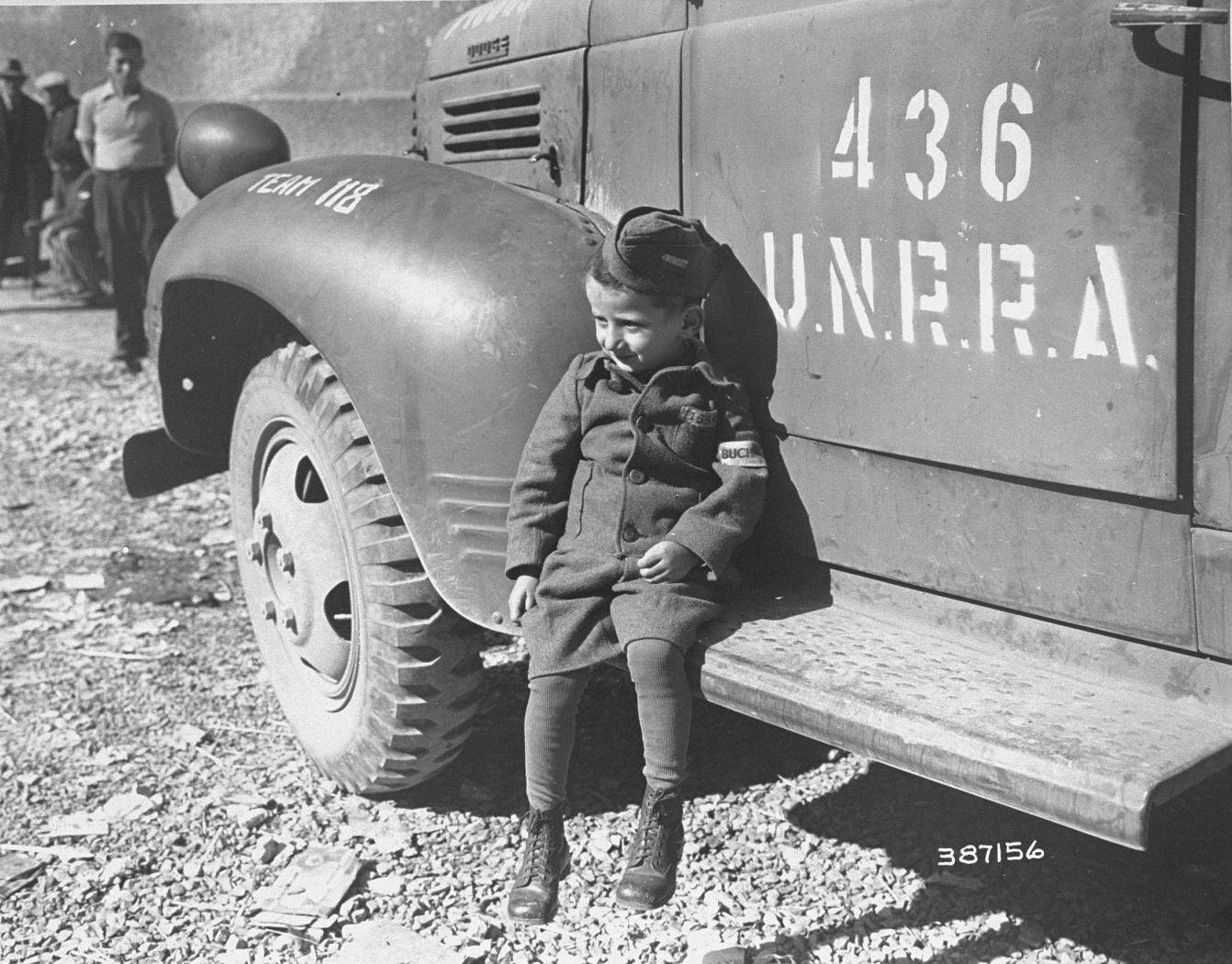
Joseph Schleifstein a l'edat de quatre anys, un dels supervivents més joves de Buchenwald, seient sobre un camió de la UNRRA poc temps després de l'alliberament del camp (1945)

L'Administració de les Nacions Unides per a l'Auxili i la Rehabilitació o Administració de les Nacions Unides per al Socors i la Reconstrucció (UNRRA, de l'anglès United Nations Relief and Rehabilitation Administration) fou una institució de les Nacions Unides que va existir entre el 1943 i el 1947. El seu objectiu principal fou l'assistència en la repatriació de les persones desplaçades per la Segona Guerra Mundial. Va néixer fruit de la reunió a Washington DC el 9 de novembre del 1943 entre quaranta-quatre països. Tot i que va començar a operar als Balcans, a partir de la primavera del 1945 i fins al final del 1947 va ampliar el seu radi d'acció cap a una gran part de la resta d'Europa. El pressupost amb què actuava provenia tot dels Estats Units, del Canadà i del Regne Unit. Es van destinar un total de 10.000 milions de dòlars entre el 1945 i el 1947, moment en què l'organització gestionava 762 camps de refugiats només a l'Europa occidental.